# كريستوف كازاريلي
كريستوف كازاريلي (10 فبراير 1975 بمارسيليا في فرنسا - ) (بالفرنسية: Christophe Cazarelly)‏ هو لاعب كرة قدم فرنسي في مركز الوسط. لعب مع ستاد ريمس وستاد لافال ونادي أميين ونادي فريجوس ونادي كاسي كارنو ونادي نانت وAthlético Marseille ‏ وRC Ancenis ‏ وES Fréjus ‏.

## روابط خارجية
- كريستوف كازاريلي على موقع قاعدة بيانات كرة القدم.إي يو (الإنجليزية)
- كريستوف كازاريلي على موقع Soccerway.com (الإنجليزية)
- كريستوف كازاريلي على موقع عالم كرة القدم.نت (الإنجليزية)
- كريستوف كازاريلي على موقع GSA (الإنجليزية)